# Галерија грбова Ватикана
Галерија грбова Ватикана садржи грб државе Ватикан, као и припадајуће грбове везане за ову минијатурну државу.

## Грб Ватикана
- Грб Ватикана 
 (2001–2023)
- Грб Ватикана 
 (2023–данас)

## Припадајући грбови Ватикана
- Грб
 Свете Солице
- Амблем
 Свете Солице
- Амблем
 Седе вакантеа
- Велики печат
 Ватикана
- Лични грб
 Папе Фрање
- Папски грб
 Монтефелтрија

## Историјски грбови Ватикана (Папске државе)
- Амблем
 првих Папа
- Грб
 Папске државе 
 (754–1798) 
 (1799–1849) 
 (1849–1870)
- Грб 
 Прве (1798–1799) и 
 Друге (1849) 
 Римске нововековне републике